# Heliophisma klugii
Espèce
Synonymes
- Achaea klugii (Boisduval, 1833)
- Heliophisma clugi Hampson, 1913
- Heliophisma croceipennis (Walker, 1858)
- Heliophisma rivularis (Butler, 1875)
- Heliophisma varians (Mabille, 1897)
- Ophiusa croceipennis Walker, 1858
- Ophiusa klugii Boisduval, 1833
- Ophisma rivularis Butler, 1875
- Ophisma varians Mabille, 1897

Heliophisma klugii est une espèce de lépidoptères (papillons) de la famille des Erebidae.

## Distribution
Heliophisma klugii se rencontre en Afrique (au sud du Sahara) et sur les îles de l'Océan Indien.

## Systématique
L'espèce Heliophisma klugii a été décrite par Jean-Baptiste de Boisduval en 1833 sous le nom initial d'Ophiusa klugii.

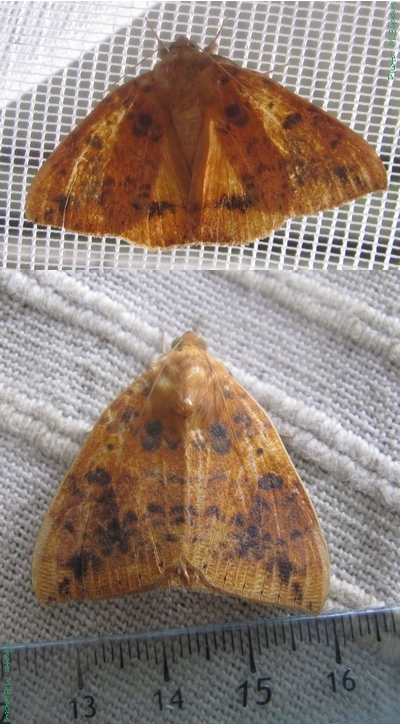